# Åter, åter för mig beskriv
Åter, åter för mig beskriv är en sång skriven före 1876 med text och musik av Philip Paul Bliss.

## Publicerad i
- Musik till Frälsningsarméns sångbok 1907 som nr 261.
- Frälsningsarméns sångbok 1929 som nr 368 under rubriken "Jubel, erfarenhet och vittnesbörd".
- Frälsningsarméns sångbok 1968 som nr 355 under rubriken "Det Kristna Livet - Jubel och tacksägelse".
- Frälsningsarméns sångbok 1990 som nr 598 under rubriken "Erfarenhet och vittnesbörd".